# Achatius Cureus
Achatius Cureus, auch Achatius Curaeus oder Achatius  Scherer (* um 1531 in Marienburg; † 16. Juli 1594 Osterwyk bei Danzig) war ein deutscher Autor und neulateinischer Lyriker.

## Leben
Nach dem Besuch der Stadtschule seiner Heimatstadt bezog er, gefördert durch ein Stipendium des Rates der Stadt, 1548 die Universität Frankfurt (Oder). 1553 wechselte er an die Universität Wittenberg und ging als Pädagoge nach Marienburg. 1558 wurde er an das Akademische Gymnasium Danzig als Rektor berufen und erhielt dort eine Predigerstelle. Während der Phase der theologischen Auseinandersetzungen zwischen Philippisten und Gnesiolutheranern bezog Cureus eine calvinistische Position und musste deshalb 1590 auf eine Pfarrstelle nach Osterwyk gehen, wo er bis zu seinem Lebensende blieb.
Cureus hat Kasualgedichte verfasst, unter Heranziehung antiker Literatur. In diesen entwickelte er einen moralischen Erziehungsauftrag, der den reformatorischen Humanismus in einer poetischen Lehrdichtung widerspiegelt. Unter diesen pädagogischen Schriften ist besonders das 1559 in Danzig erschienene „Carmen de discentium gradibus“ beispielgebend. Ebenfalls schilderte er die häufig in Danzig wütende Pest, deutete sie aber als gottgewolltes Geschehen.

## Werke
- Threnodia, qua deplorantur miseriae tempore grassantis pestis Dantisci. Danzig 1564.
- Praecepta Moralia ex oratione Isocratis ad Demonicum … versu reddita. Frankfurt/Oder 1557.
- Historia conversi Pauli, carmine reddita. Königsberg 1562.
- Mimensis Xenophontis Herculis, continenens descriptionem virtutis et voluptatis. Danzig 1565.
- Dialogus de Podagra. Danzig 1566.
- Argumentum de fabricatione, destructione atque discessu Concordiae. Danzig 1567.
- Erotema in libellum Aristotelis de Virtutibus et Vitiis. Danzig 1567.
- Elegiae duae … una Antidotum adversus mortis terrores: Altera de Adae et Evae. Danzig 1569.
- Diadema regium omnibus viris Principibus ac magistratum gerentibus commodorum. Danzig 1570.